# Mylène Jampanoï

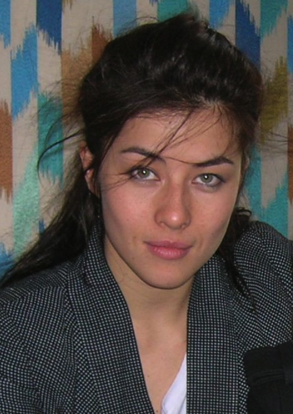
Mylène Jampanoï 2011

Mylène Jampanoï (* 12. Juli 1980 in Aix-en-Provence als Lena Jam-Panoï) ist eine französische Schauspielerin.

## Leben
Mylène Jampanoï wurde als Tochter einer Französin aus der Bretagne und eines chinesischstämmigen Vaters aus Vietnam in Frankreich geboren. Als Schauspielerin trat sie 2001 erstmals in der französischen Fernsehserie St. Tropez in Erscheinung, gefolgt von Auftritten in Olivier Dahans Die purpurnen Flüsse 2 – Die Engel der Apokalypse und Olivier Marchals 36 tödliche Rivalen. Ihre erste große Hauptrolle erhielt sie 2005 als Li Min in Dai Sijies Die Töchter des chinesischen Gärtners.
Jampanoï war von 2006 bis 2009 mit dem indischen Schauspieler Milind Soman verheiratet, mit dem sie auch den Film Valley of Flowers drehte.

## Filmografie (Auswahl)
- 2001: St. Tropez (Sous le soleil) Fernsehserie
- 2004: Die purpurnen Flüsse 2 – Die Engel der Apokalypse (Les Rivières pourpres 2 – Les Anges de l’apocalypse)
- 2004: 36 tödliche Rivalen (36 Quai des Orfèvres)
- 2005: Cavalcade
- 2006: Die Töchter des chinesischen Gärtners (Les Filles du botaniste)
- 2006: Valley of Flowers
- 2008: Martyrs
- 2010: Gainsbourg – Der Mann, der die Frauen liebte (Gainsbourg (vie héroïque))
- 2010: Hereafter – Das Leben danach (Hereafter)
- 2011: Rani – Herrscherin der Herzen (Fernsehmehrteiler)
- 2012: Laurence Anyways
- 2014: La Mante religieuse
- 2017: Heirate mich, Alter! (Épouse-moi mon pote)
- 2019: Made in China
- 2021: Enthüllung einer Staatsaffäre (Enquête sur un scandale d’État)
- 2021: Madame Claude